# Kinney Lake

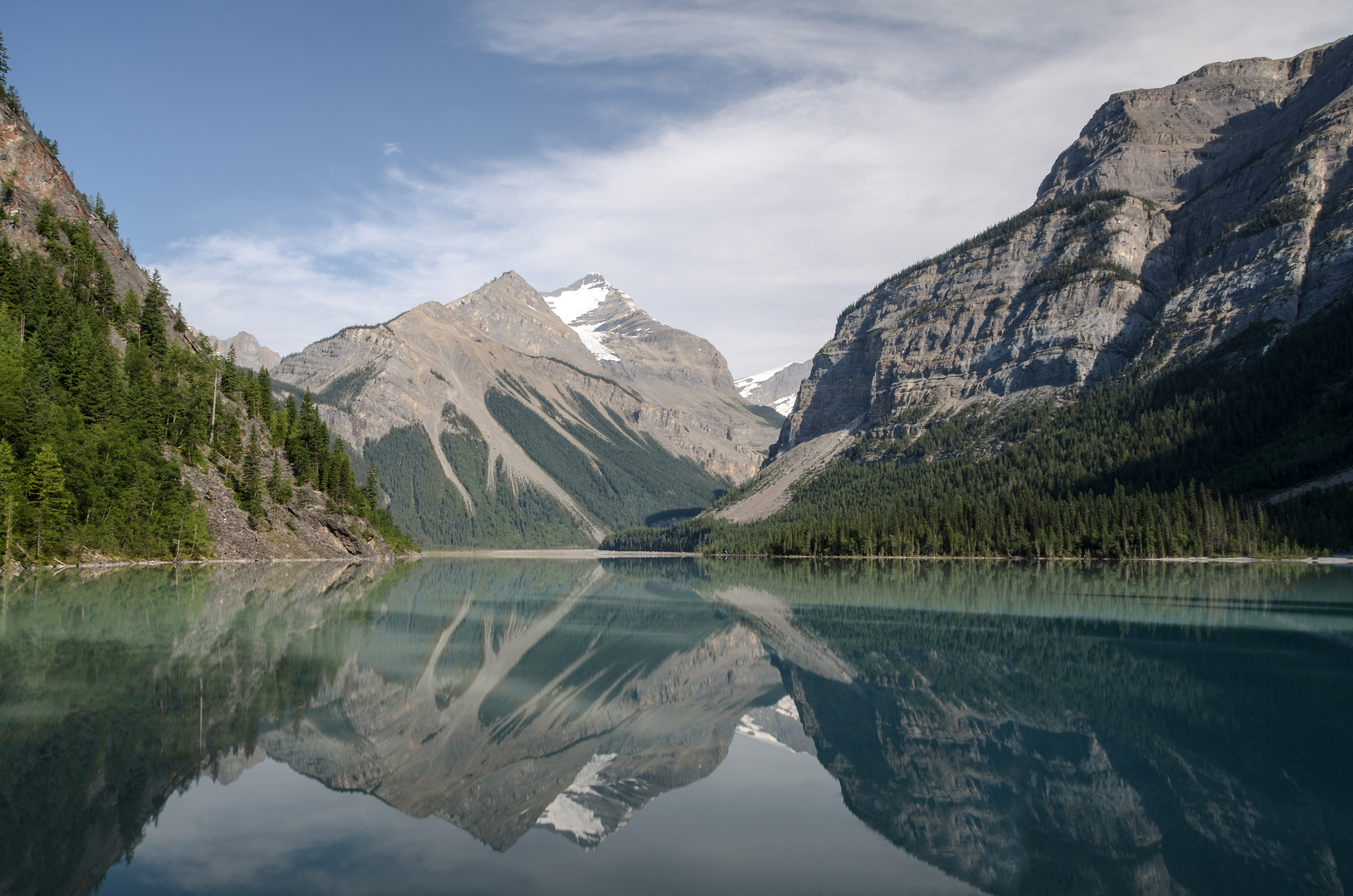
Kinney Lake.

Kinney Lake är en sjö i Mount Robson Provincial Park of British Columbia, Kanada. Kinney Lake och Kinney Reservoir är populära naturstråk och fiskeplatser och området är lättillgängligt via ett nätverk av vandringsleder. Från dessa vandringsstråk kan man bland annat se ut över de omgivande topparna och Ebbetts Pass. Sjön är förbunden med Robson River, en biflod till övre Fraser River. 